# Юн Хен Сок
Юн Хенсок (кор. 윤현석?, 尹賢碩?, 7 августа 1984 — 26 апреля 2003) — южнокорейский поэт, правозащитник и активист ЛГБТ-движения. Он писал под именем Юк Удан (кор. 육우당?, 六友堂?, дом шести друзей) и Сольхон (кор. 설헌?, 雪軒?), а также был известен под псевдонимом Мидон (кор. 미동?, 美童?, красивый мальчик) или Донхва (кор. 동화?, 童花?, мальчик-цветок).
На протяжении всей жизни он боролся против социальной дискриминации, расизма и гомофобии.

## Ранняя жизнь
Родился в 1984 году в Бупён, Инчхон, в католической семье. Юн начал сомневаться в своей сексуальной ориентации еще в средней школе, и из-за этого подвергся травле. Он сталкивался с гомофобией и расизмом во всех сферах своей жизни, в том числе в Интернете, и становился все более изолированным, что он зафиксировал в своем дневнике. Он начал заниматься самолечением с помощью транквилизаторов, снотворного, алкоголя и сигарет.
Юн был зависим от зеленого чая, розария, табака, алкоголя, тонального крема и снотворных таблеток, которые метафорически стали известны как его «шесть друзей». Это вдохновило его на создание одного из псевдонимов – Юк Удан, что также означает «шесть друзей». Это стал его наиболее часто используемый псевдоним. Несмотря на то, что он постоянно сталкивался с гомофобией, в том числе со стороны своей семьи, которая пыталась заставить его стать гетеросексуалом, в октябре 2002 года он написал: «Я не думаю, что я ненормальный... Эта дорога существует так же, как существует и любая другая дорога. Большинство людей идут по проторенной дорожке, но я должен идти одиноким безлюдным путем».
Он посещал среднюю школу Сейл и в конце концов перевелся в Высшую школу Инчхон, хотя в декабре 2002 года он полностью бросил учебу. 8 октября 2002 года он был отправлен в психиатрическую больницу, поскольку его семья верила в теории о том, что гомосексуалисты являются психопатами.

## Дальнейшая жизнь

Флаг ЛГБТ-сообщества Южной Кореи

После ухода из школы он переехал в район Тондэмунгу в Сеуле, где начал участвовать в литературной жизни и деятельности ЛГБТ-активистов. Он был глубоко расстроен утверждениями политических деятелей о том, что его работы нарушают традиционные корейские социальные устои из-за консервативных взглядов, распространенных в южнокорейском обществе. Хотя он хотел писать под своим именем, он решил использовать псевдоним, поскольку в его работах содержались гомосексуалистические темы. Он также использовал псевдоним Сольхон в честь корейского поэта Хо Нансольхона.
Юн начал писать в подростковом возрасте, чтобы справиться со своей болью. Он часто использовал сатиру в своих стихах и прозе и много писал о цензуре в Южной Корее, предрассудках, разочаровании, консерватизме и устаревших социальных нормах. Юн вступил в поэтические клубы D Сиджо и W Сиджо в ранге студента. За два года он написал много произведений, включая поэзию, для этих групп.
В январе 2003 года он работал в гей-баре в Каннамгу, Сеул, но через некоторое время уволился из-за беспокойства. Он подрабатывал на нескольких работах неполный рабочий день и посвящал свое свободное время активизму. В конце марта он стал штатным сотрудником организации «Солидарность за права ЛГБТ-сообщества в Корее» после более чем двухлетней волонтерской работы и участия.

### Активизм
Он участвовал в движениях, выступавших против цензуры в СМИ, особенно в тех, которые утверждали, что гомосексуальность вредна для детей. Он также участвовал в антивоенных и мирных митингах в районе Чонно, в том числе против отправки корейских военнослужащих за границу для участия в войне в Ираке. В апреле 2003 года он стал сознательным отказчиком, отказавшись соблюдать обязательную воинскую повинность в стране. Его преданность борьбе в конечном итоге привела к тому, что он стал лидером и оратором в этих движениях. Он также был участником движений за права инвалидов и секс-работников. Он был категорически против теории о том, что гомосексуалы являются переносчиками ВИЧ/СПИДа, отвергая это как необоснованное предположение. Он также боролся с гомофобией в Интернете.
Как католик, Юн стремился подчеркнуть, что отказ в принятии христиан-гомосексуалистов, которые являются «детьми Божьими», противоречит библейскому учению и что гомосексуализм не является психическим заболеванием.
2 апреля 2003 года Национальная комиссия по правам человека Южной Кореи сделала официальное заявление о том, что цензура ЛГБТ-сообщества и связанных с ним СМИ в стране является нарушением прав человека. Некоторые консервативные христианские группы потребовали, чтобы Комиссия отозвала это заявление. Юн публично раскритиковал позицию Церкви в статье в журнале Hangyeorye от 13 апреля, используя свое настоящее имя, прежде чем принять решение полностью уйти из католического общества. Он отменил это решение в течение двух дней и вернулся к ежедневным молитвам о прекращении дискриминации гомосексуалов.

### Смерть и наследие
24 апреля 2003 года Юн написал предсмертную записку на шести страницах, в которой описал дискриминацию, с которой он столкнулся, своё презрение к христианам-гомофобам и жестокость гомофобии. Письмо заканчивалось словами: «Я верю, что мой Бог-отец примет меня!». Он завещал 340.000 вон и свои четки организации «Солидарность за права ЛГБТ-сообщества в Корее». Он покончил жизнь самоубийством, повесившись 26 апреля 2003 года в районе Тондэмунгк, Сеул. Рядом с его телом были найдены две бутылки крепких корейских спиртных напитков. На следующий день его обнаружил член организации «Солидарность за права ЛГБТ-сообщества Кореи».
После его смерти правительство Южной Кореи начало процесс отмены своего решения о цензуре гей-СМИ. В ознаменование третьей годовщины со дня смерти Юня была издана книга его стихов и прозы. Корейская организация «Солидарность за права ЛГБТ-сообщества в Корее» также учредила в его честь литературную премию «Юкудан».

## Книги
- Юк Удан «Пусть Мой Дух Осыплется Дождем, как лепестки цветка.» (кор. 육우당: 내 혼은 꽃비 되어; 2013)
- «Дневник Юк У Дана» (неопубликованное)